# Amphineurus pulchripes
Amphineurus pulchripes är en tvåvingeart som beskrevs av Alexander 1925. Amphineurus pulchripes ingår i släktet Amphineurus och familjen småharkrankar. Inga underarter finns listade i Catalogue of Life.